# Głowica uszczelniająca
Głowica uszczelniająca – wiertnicze urządzenie do uszczelnienia przestrzeni pomiędzy rurami płuczkowymi a rurami okładzinowymi oraz do ukierunkowania wypływu płuczki wiertniczej podczas prac wiertniczych.